# Glossosoma nylanderi
Glossosoma nylanderi là một loài Trichoptera trong họ Glossosomatidae. Chúng phân bố ở miền Cổ bắc.